# Den sicilianska klanen
Den sicilianska klanen (originaltitel Le Clan des Siciliens) är en fransk heist-gangsterfilm från 1969, regisserad av Henri Verneuil. Filmmusiken skapades av Ennio Morricone.

## Rollista
| Jean Gabin        | – Vittorio Manalese     |
| Alain Delon       | – Roger Sartet          |
| Lino Ventura      | – Commissaire Le Goff   |
| Irina Demick      | – Jeanne Manalese       |
| Amedeo Nazzari    | – Tony Nicosia          |
| Philippe Baronnet | – Luigi                 |
| Karen Blanguernon | – Theresa               |
| Yves Brainville   | – Le juge               |
| Gérard Buhr       | – Un inspecteur         |
| Elisa Cegani      | – Maria Manalese        |
| Raoul Delfosse    | – Léoni                 |
| Jacques Duby      | – Raymond Robel         |
| Yves Lefebvre     | – Aldo Manalese         |
| Edward Meeks      | – Le commandant de bord |
| Sally Nesbitt     | – Mrs. Evans            |